# Oruga (larva)

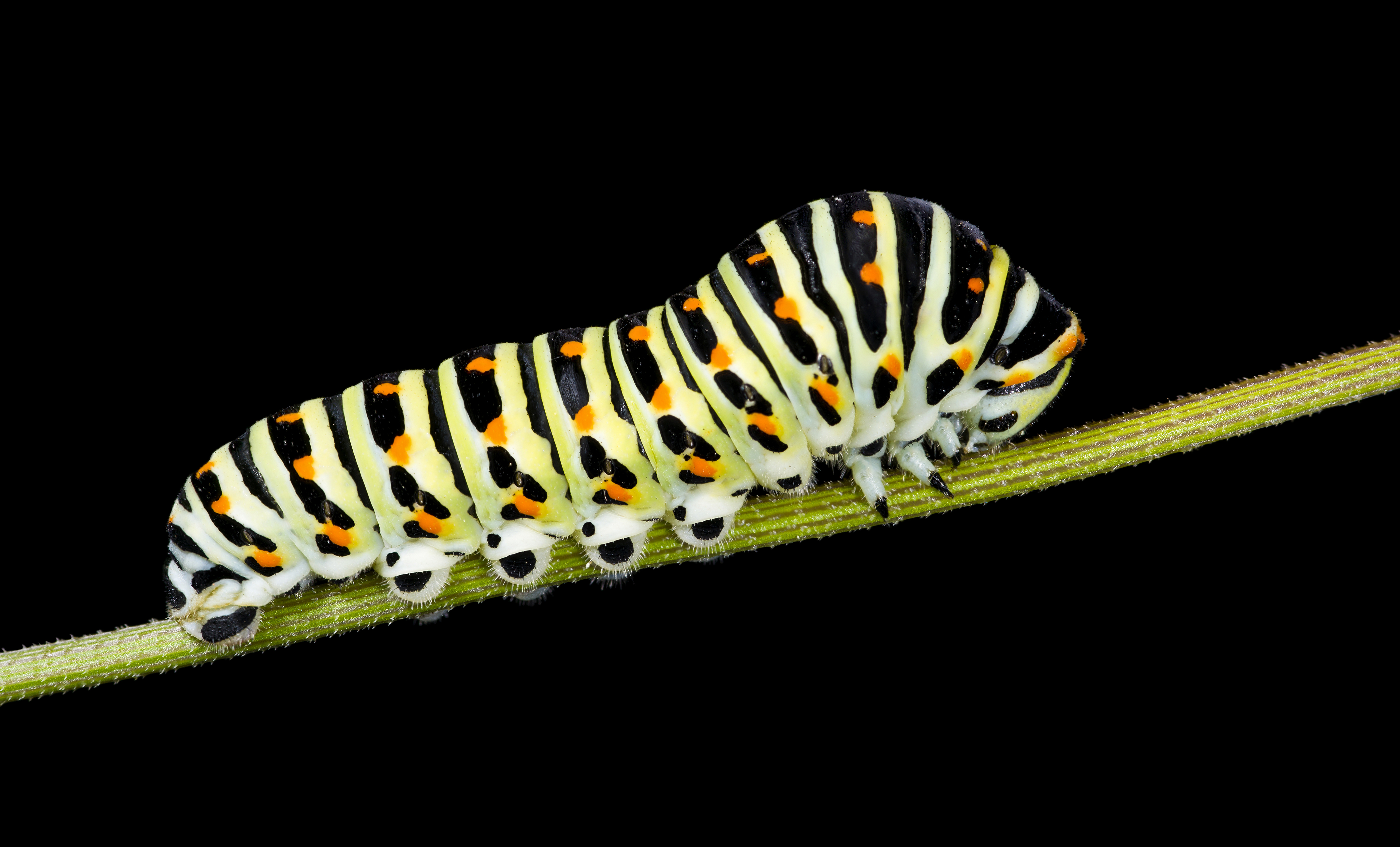
Oruga de Papilio machaon

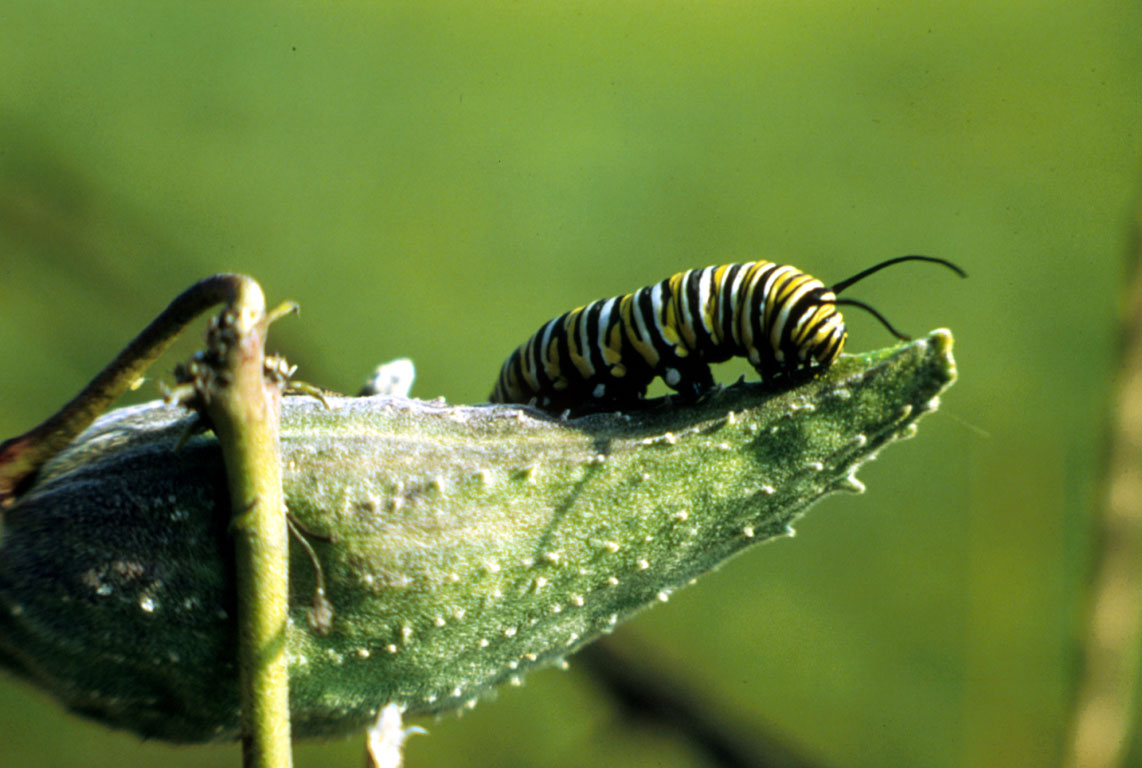
Oruga de la mariposa monarca.

Se denomina oruga a la larva de los insectos del orden Lepidoptera (incluye las mariposas diurnas y nocturnas). Las orugas son típicamente blandas y cilíndricas. Algunas poseen vistosos colores, que advierten de su toxicidad o desagradable sabor. Otras, en cambio, son de colores crípticos, similares al follaje en que se encuentran, para escapar de la detección de depredadores. En ocasiones también se les llama orugas a las larvas de algunos coleópteros grandes y a las de ciertos himenópteros, las moscas sierras. Es más correcto llamarlas larvas eruciformes (con forma de oruga).

## Anatomía

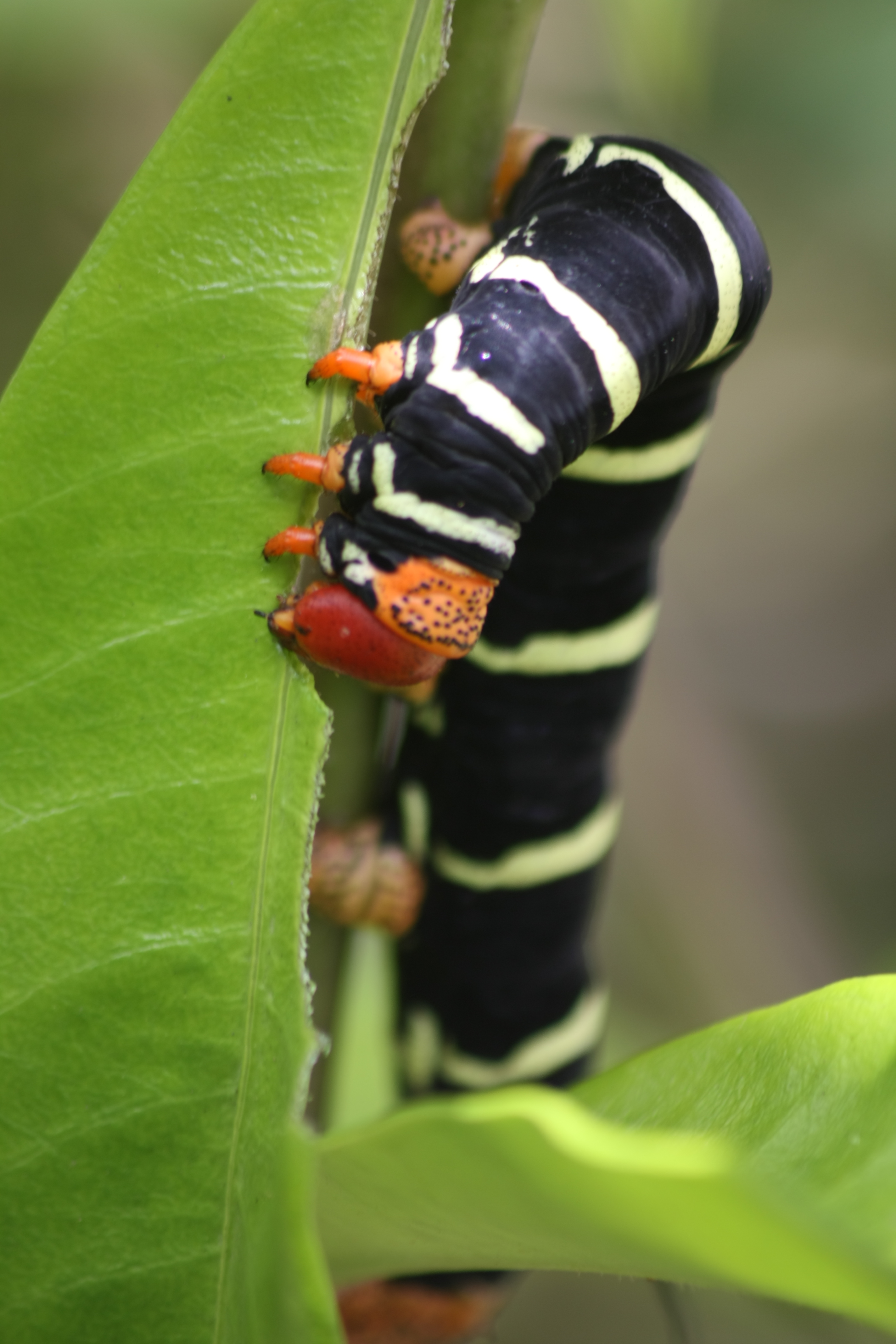
Oruga de Pseudosphinx tetrio (esfinge de Tetrio)

Anatomía: 1. Cabeza. 2. Tórax. 3. Abdomen. 4. Segmento. 5. Cuerno. 6. Patas falsas. 7. Espiráculo. 8. Patas torácicas o verdaderas. 9. Mandíbulas

El cuerpo de las orugas es largo y dividido en segmentos. Tienen seis patas, más cinco pares de patas falsas o pseudopatas (espuripedios en Lepidoptera) en los segmentos del abdomen (en ocasiones el último par puede faltar). Tienen un parecido superficial con las larvas de los sínfitos, suborden de insectos himenópteros, pero se distinguen de ellas porque en las larvas de Symphyta hay siete pares de pseudopatas. Otra diferencia es que las orugas tienen pequeños ganchos en las patas falsas. El espacio entre las patas falsas y las patas varía en las diferentes especies: mientras en algunas es muy pequeño, en otras, como las pertenecientes a la familia Geometridae, es mucho mayor.

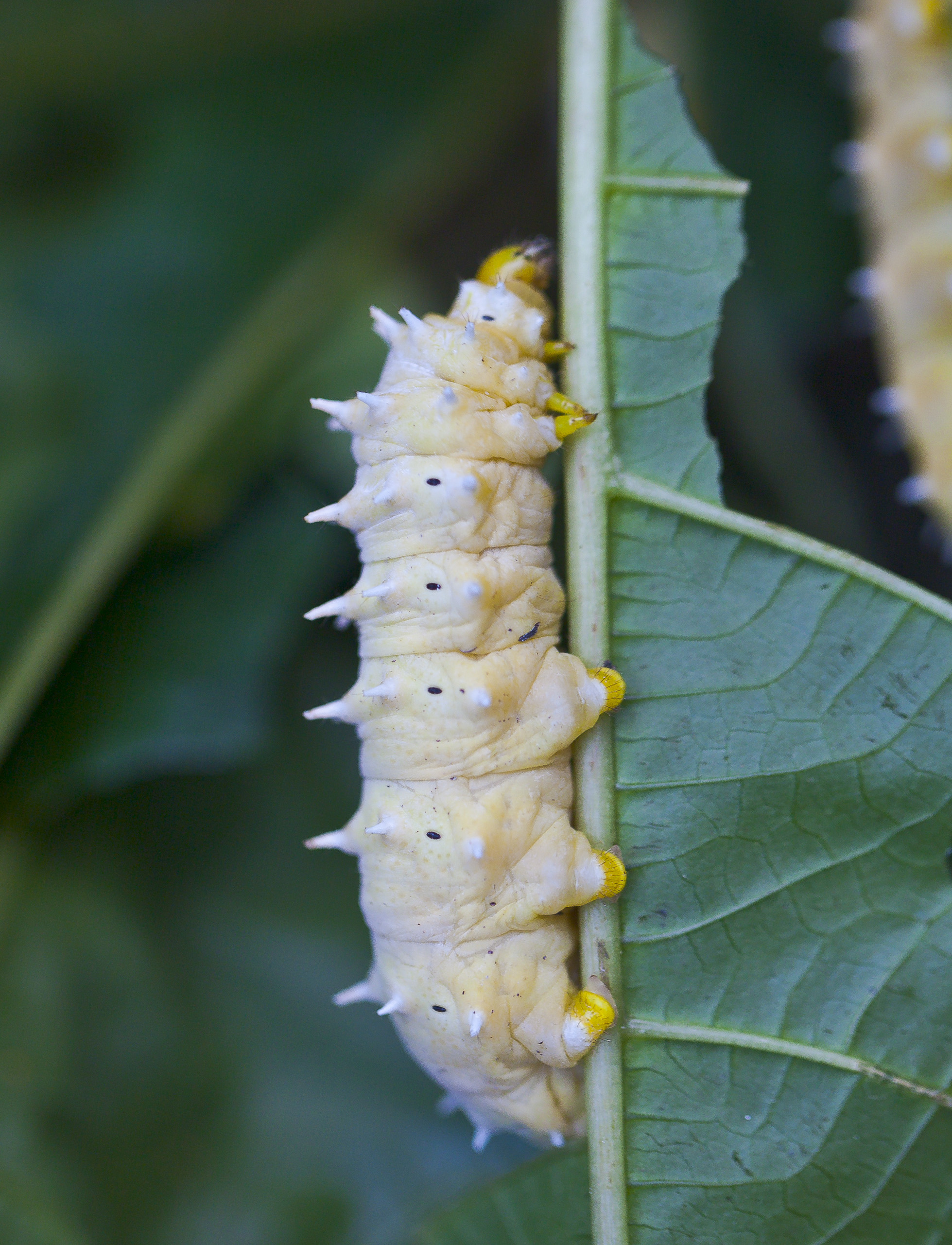
Oruga de Samia cynthia (gusano de seda del ricino).

Las orugas, como todos los insectos, respiran por un sistema de tráqueas. El aire entra en sus cuerpos a través de series de pequeños orificios tegumentarios presentes a lo largo del tórax y el abdomen, que se denominan espiráculos. En el interior del cuerpo, todos los espiráculos se conectan en una red de tubos respiratorios o tráqueas que se ramifican en traqueolas y suministran el oxígeno directamente a las células.
Las orugas no tienen buena vista. En lugar de los ojos compuestos característicos de los adultos, disponen a cada lado de la cabeza de una serie de seis pequeños ojos simples, denominada estema (del latín stemma, guirnalda). Utilizan sus antenas para localizar su comida.
Los tres primeros segmentos, a continuación de la cabeza, forman el tórax, y los otros diez el abdomen. Cada uno de los segmentos del tórax tiene un par de patas articuladas y provistas de uñas: son las patas verdaderas. Los segmentos abdominales presentan, en general, de dos a cinco pares de patas falsas: unas protuberancias membranosas de la cutícula, que suelen tener forma de ventosa y estar provistas de una o media corona de ganchos en el extremo.
La cabeza de la oruga es una cápsula resistente y dura, formada por dos hemisferios, entre los que se inserta una frente triangular. En la parte inferior de cada hemisferio, la cabeza tiene una serie de ojos simples dispuestos en forma de herradura, si bien algunas orugas que viven en la oscuridad carecen totalmente de ellos. Más importantes que los ojos son, no obstante, las dos potentes mandíbulas, en forma de cuchara, con el borde abundantemente dentado, que recuerdan a la pala de una excavadora.
Algunas orugas son capaces de detectar vibraciones, normalmente a una frecuencia específica. Las orugas de la polilla, Drepana arcuata (Drepanoidea), producen sonidos para defender sus nidos de seda de otros miembros de la misma especie.
Las orugas de la especie Patania ruralis son capaces de escapar de los depredadores rodando.

## Defensas

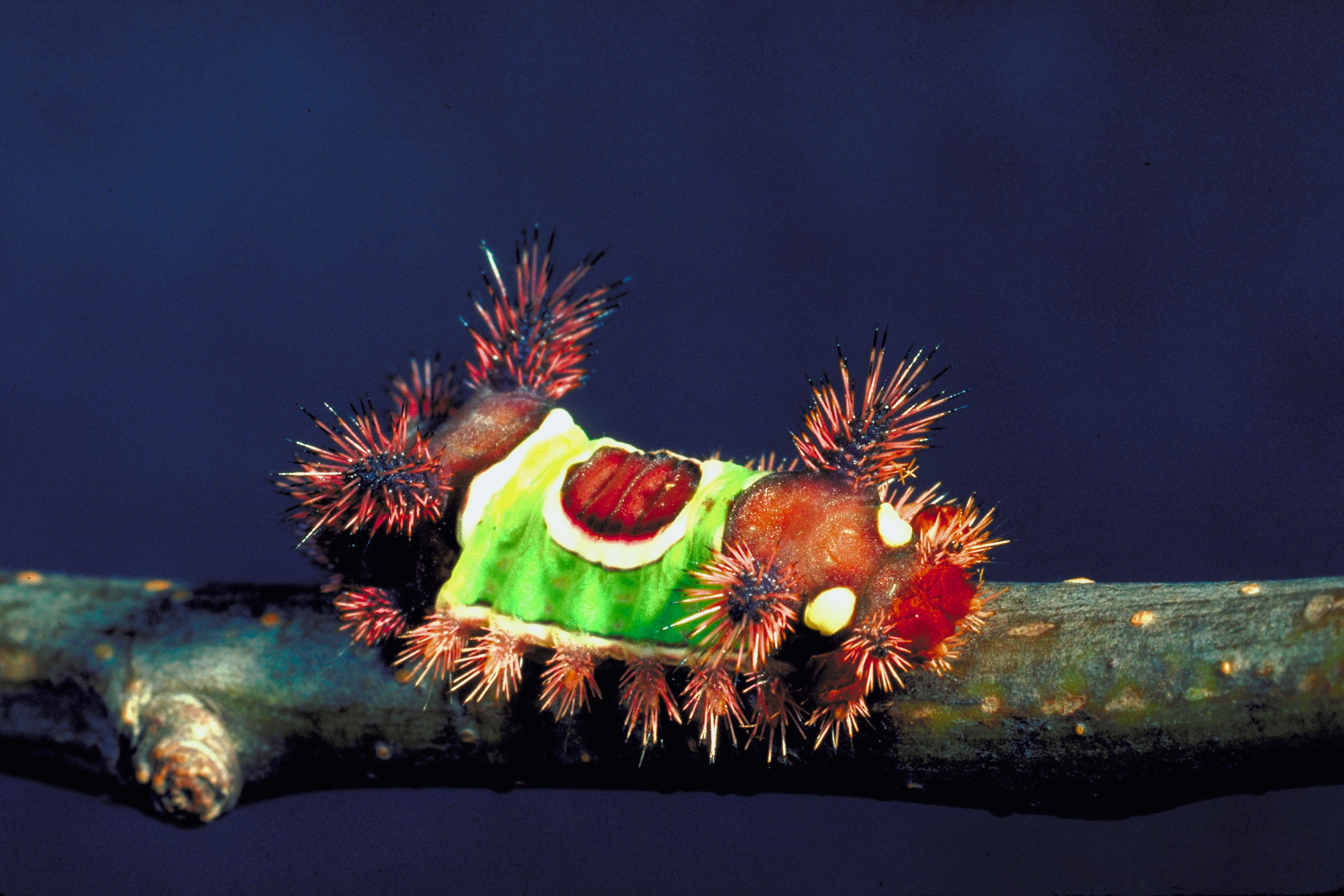
La Acharia stimulea tiene pelos urticantes y coloración aposemática

Las orugas han evolucionado medios de defensa contra las condiciones físicas, como el frío, calor o sequedad ambiental. Algunas especies de regiones árticas como Gynaephora groenlandica tienen comportamientos especiales de agrupación y de asolearse, además de adaptaciones biológicas como permanecer en estado de dormancia o diapausa.
Muchos animales se alimentan de orugas, ricas en proteínas. Como consecuencia estas han evolucionado muchas formas de defensa contra sus depredadores y parásitos.

### Apariencia
La apariencia puede, a menudo, repeler a sus enemigos: su diseño o ciertas partes del cuerpo pueden hacer que parezcan más grandes y amenazadoras o no comestibles. Algunas orugas son, en efecto, venenosas. En estos casos suelen tener colores llamativos que pregonan su mal gusto y efectos intoxicantes para desalentar a los depredadores. Estos colores son llamados aposemáticos.

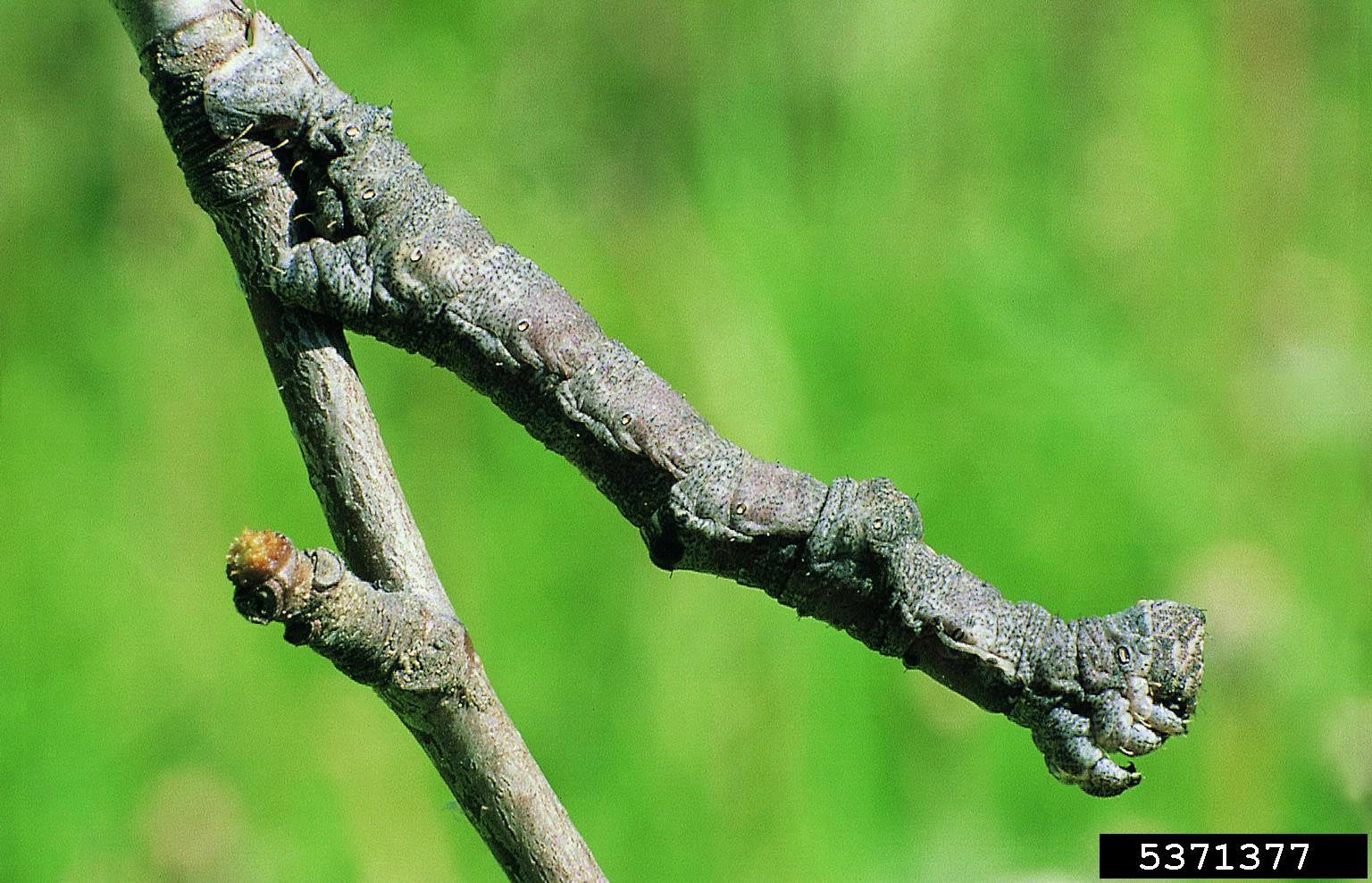
Oruga de Hypomecis roboraria imitando a una ramita

Cripsis de Macaria granitata

Otras orugas, en cambio, tienen coloraciones crípticas o de camuflaje. Parecen parte de las plantas en que se alimentan. Algunas hasta imitan las espinas o brotes de las plantas. Otras parecen objetos encontrados en su medio ambiente, como materia fecal de aves. Muchas se alimentan dentro de galerías de seda, hojas enrolladas o en túneles dentro de las hojas, como los minadores. Las orugas de Nemoria arizonaria que crecen en la primavera y se alimentan de las inflorescencias de robles son de color verde. Las que crecen en verano se asemejan a brotes de roble y son de color marrón. La diferencia en el color se debe a la cantidad de tanino en la dieta. El resultado es que el color les confiere un grado de camuflaje.

### Defensas químicas

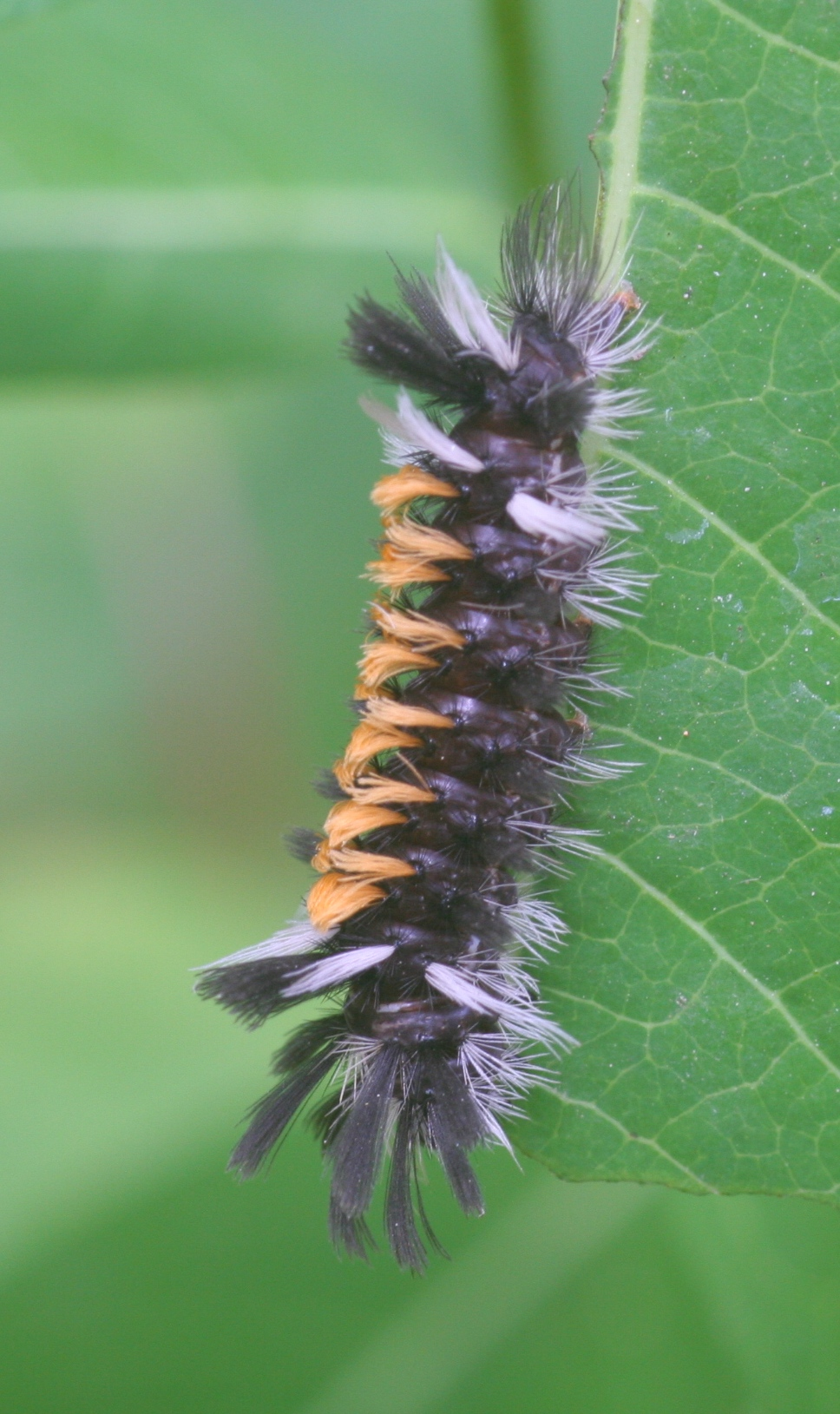
Oruga de polilla Euchaetes egle, que posee pelos urticantes sobre su cuerpo.

Otras orugas adoptan defensas más agresivas. Estas medidas incluyen espinas o pelos largos y finos con puntas que se desprenden fácilmente. Estas espinas o pelos contienen sustancias urticantes y pueden penetrar la piel e incluso tener ganchitos para alojarse en la piel y aumentar el grado de irritación que causan.
A pesar de eso, algunas aves como los cucos, son capaces de comerlas. Otras orugas obtienen toxinas de las plantas de que se alimentan, esto les da un sabor desagradable que repele a la mayoría de los depredadores. Por ejemplo las orugas de la polilla Utetheisa ornatrix usan alcaloides pirrolizidínicos que obtienen de su planta alimentaria, Crotalaria. La mariposa monarca es muy conocida por su adquisición de glucósidos cardíacos cuando se alimenta de las plantas de Asclepias. Tanto la larva como el adulto tienen esta protección. La polilla de la hierba cana o Tyria jacobaeae acumula las toxinas de senecios venenosos. Todas estas orugas tóxicas tienen colores llamativos que sirven para anunciar su toxicidad a los posibles depredadores. Esto lleva el nombre de aposematismo.
Posiblemente el ejemplo más extremo de toxicidad es el de las mariposas Lonomia (taturanas) de la familia Saturniidae que se encuentran en Sudamérica. El veneno inyectado por los pelos de la oruga es un poderoso anticoagulante que puede causar serias hemorragias y aun la muerte. Se está estudiando este veneno por la posibilidad de algún uso médico.

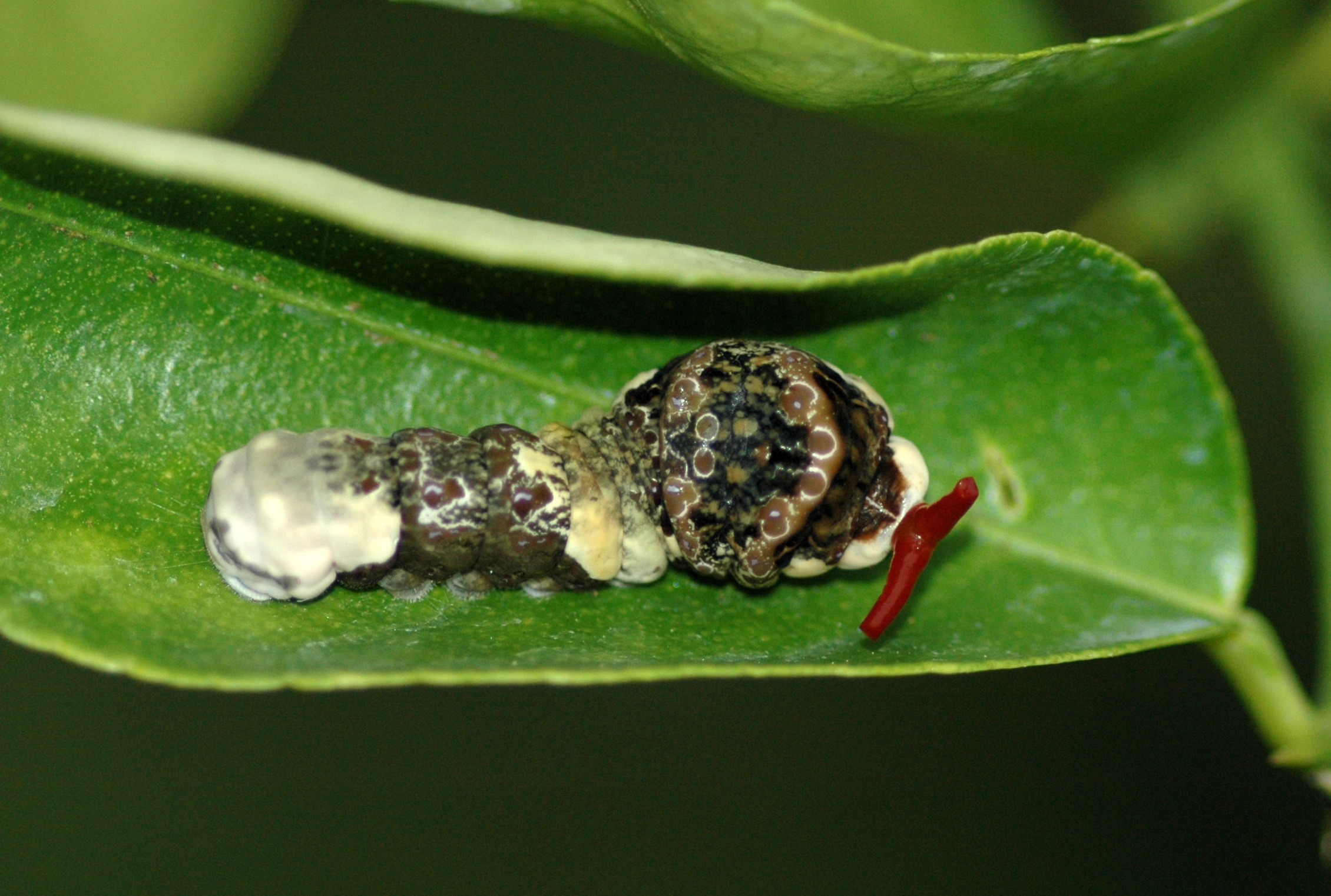
Oruga de Papilio cresphontes exponiendo su osmeterio como defensa

Algunas orugas vomitan jugos digestivos ácidos para defenderse de enemigos. Muchos papiliónidos producen olores desagradables en glándulas llamadas osmeterios que permanecen escondidas hasta que se ven en peligro. Entonces las sacan como un dedo de guante.

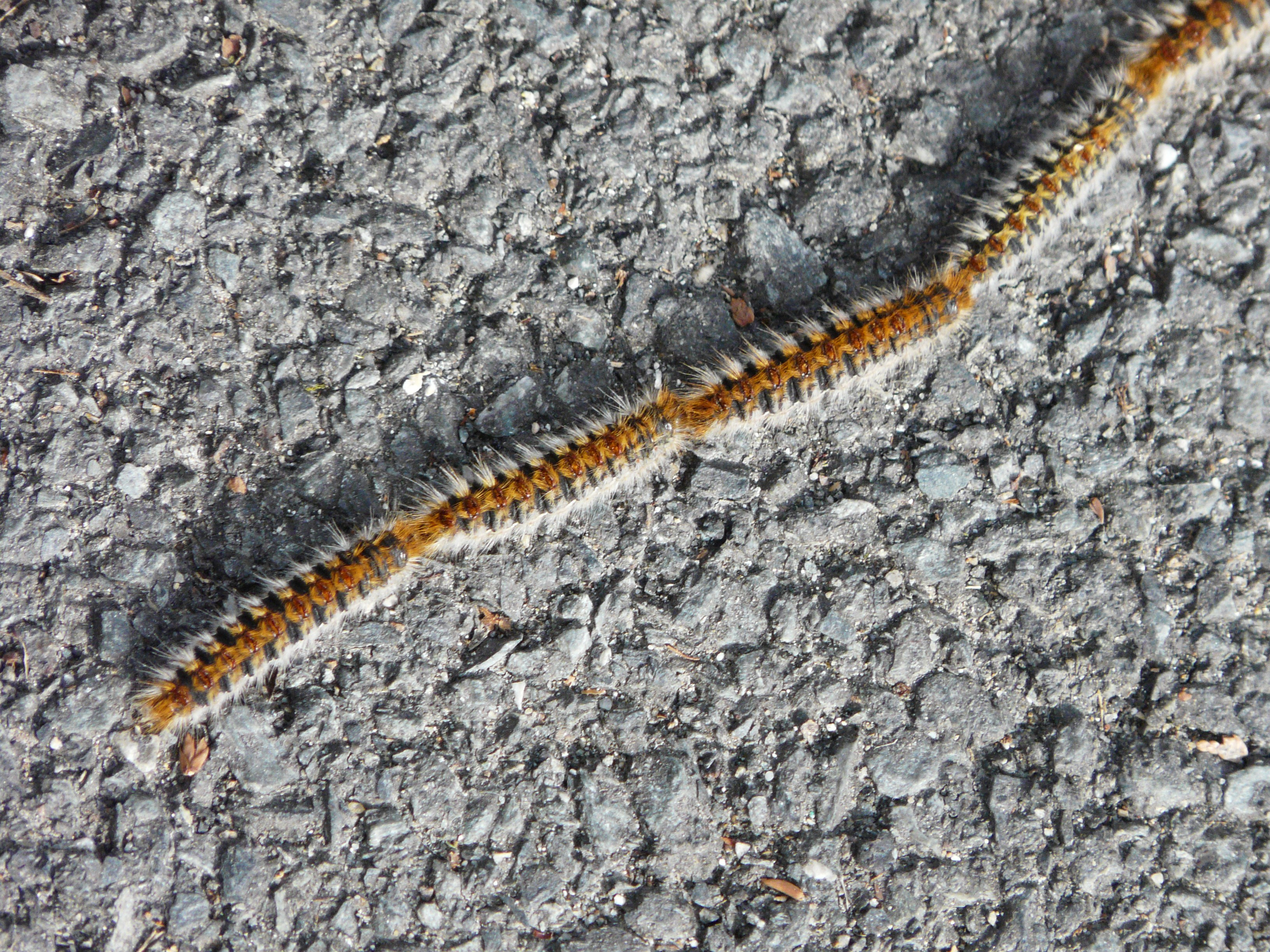
Orugas de Thaumetopoea pityocampa formando un tren

### Comportamientos defensivos
Las orugas de la familia Sphingidae, como el gusano del tabaco tienen una prolongación o cuerno en la extremidad posterior. En el primer estadio este apéndice es largo y flexible; lo pueden usar como un látigo para espantar a moscas parasitoides y avispas depredadoras. Otras orugas producen un hilo de seda por el cual se descuelgan de una rama cuando se sienten en peligro. Muchas especies se sacuden violentamente para ahuyentar a posibles enemigos. Una especie (Amorpha juglandis) incluso emite silbidos agudos que pueden espantar a los pájaros. Las orugas de la procesionaria del pino (Thaumetopoea pityocampa) a menudo forman un largo trencito, una procesión, para desplazarse por el suelo entre los árboles. La cabeza de la primera oruga es la única que está expuesta; las demás pueden mantenerla oculta y protegida.

### Uso de otros insectos
Algunas orugas obtienen protección por medio de su asociación con hormigas. Las mariposas de la familia Lycaenidae, son bien conocidas por este estilo de vida. Se comunican con sus protectores por medio de vibraciones además de medios químicos y generalmente las compensan con un néctar que producen con glándulas especiales. Otras especies son simplemente parasíticas y no recompensan a las hormigas de ninguna manera.
Algunas orugas son gregarias. Forman grandes comunidades que posiblemente reduzcan el peligro de depredación. Tales agrupaciones multiplican el efecto de los colores aposemáticos y los individuos pueden vomitar sustancias irritantes en conjunto.

## Comportamiento

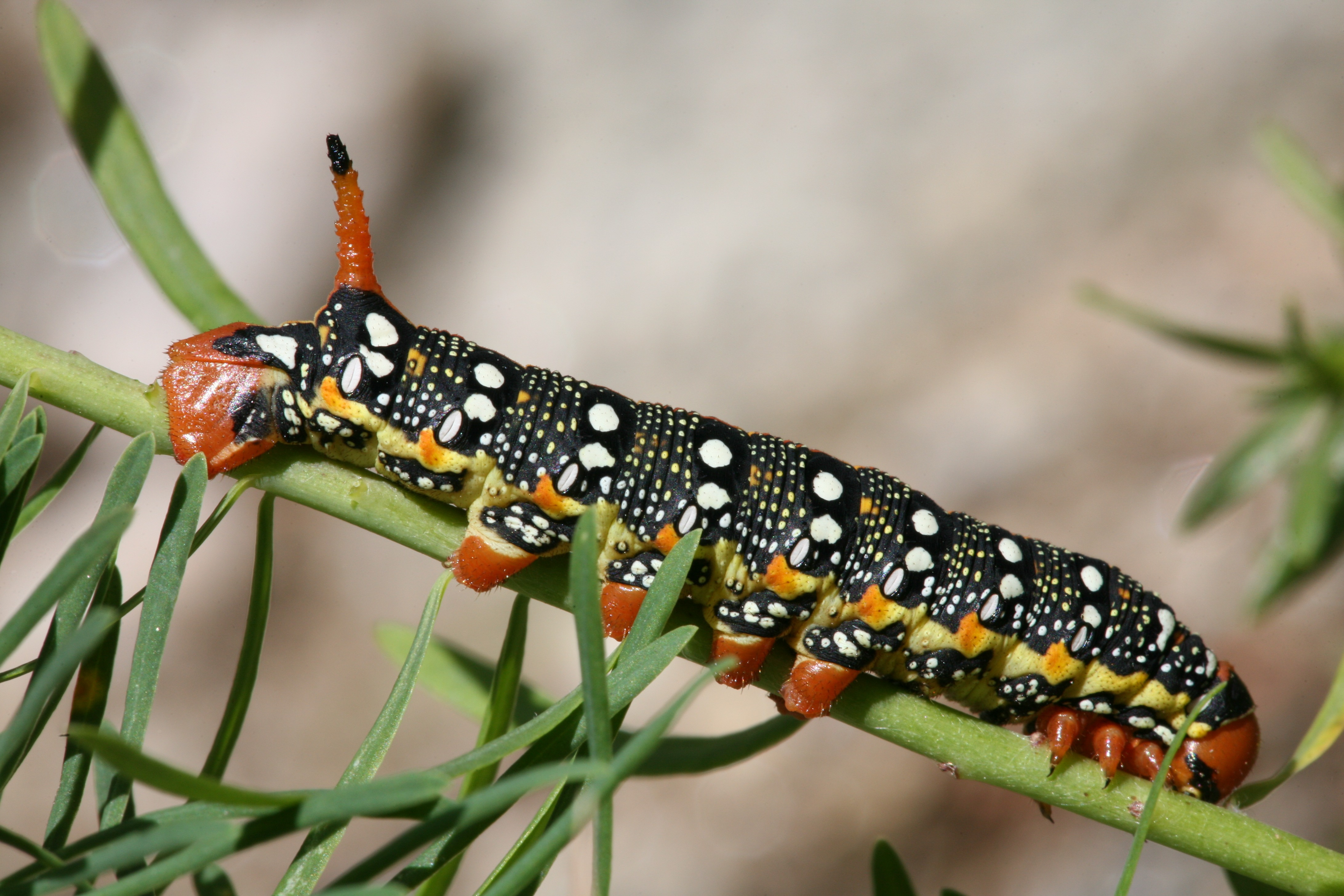
Oruga de Hyles euphorbiae que se alimenta solo de plantas del género Euphorbia

A las orugas se las conoce por su insaciable apetito. La mayoría de las especies pasan por cuatro o cinco mudas a medida que crecen. Luego se convierten en pupas y finalmente imagos o adultos. Generalmente crecen muy rápido, por ejemplo el gusano del tabaco puede aumentar su peso diez mil veces en veinte días. Una adaptación que les permite comer tanto es una modificación del intestino medio que transporta iones al interior del intestino a gran velocidad para mantener una mayor concentración de potasio en el intestino que en la sangre o hemolinfa.

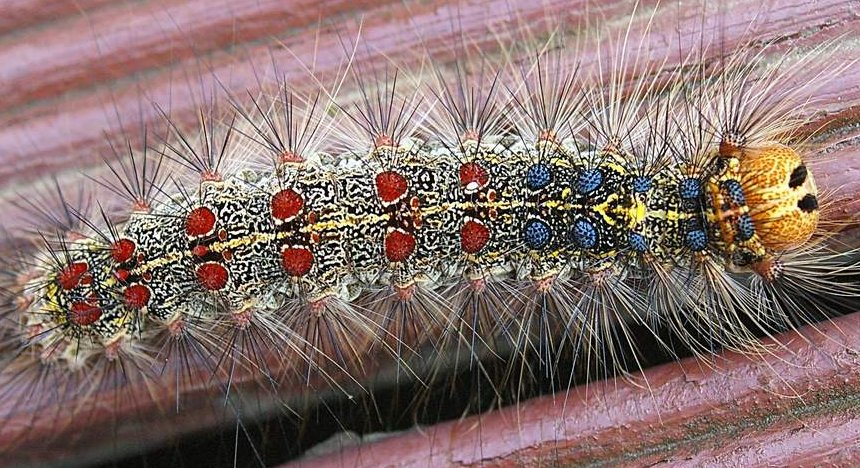
Oruga de polilla Lymantria dispar que se alimenta de una gran variedad de plantas de familias diferentes

La mayoría de las orugas son exclusivamente herbívoras. Muchas están limitadas a una sola especie o varias especies relacionadas estrechamente; otras se alimentan de plantas de una gran variedad de familias. Unas pocas se alimentan de desechos, como las polillas de la ropa. Menos del 1% son carnívoras; se alimentan de huevos, pulgones, insectos escama o larvas de hormigas. Unas pocas son depredadoras y cazan otros insectos (la Eupithecia de Hawái). Algunas parasitan a las chicharras o a las chicharritas saltahojas.Algunas orugas hawaianas (Hyposmocoma molluscivora) usan trampas de seda para cazar caracoles.
Muchas orugas son nocturnas como la mayoría de las de la familia Noctuidae. Pasan el día escondidas al pie de una planta y se alimentan de noche.Otras como la polilla gitana cambian su sistema de actividades según su densidad de población y estadio larval, con más alimentándose durante el día en estadios tempranos y cuando su población es más densa.

## Las orugas como plagas

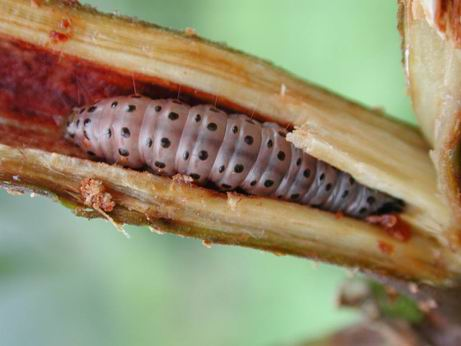
Hypsipyla grandella daño en caoba. Brasil

Al alimentarse de plantas, las orugas pueden constituirse en plagas de cultivos. Representan plagas importantes de los cultivos tanto extensivos como intensivos. Algunos cultivos son particularmente apreciados por las orugas tales como: La soja, la lechuga, el maíz, el girasol, la alfalfa, el trigo, el perejil.
Las orugas cortadoras de la tribu Agrotini (Noctuidae) tienen un gran potencial de daño al cultivo ya que se alimenta de raíces, retoños o brotes de plantas herbáceas.Esta plaga se vio principalmente favorecida por el método de siembra directa. Para protegerse de este tipo de plagas, los agricultores deben monitorear sus parcelas regularmente y limpiarlas antes del período de siembra. Luego se recomienda usar insecticidas o trampas de luz.
Los métodos de defensa contra las orugas dañinas incluyen plaguicidas, control biológico y manejo integrado de plagas (MIP). Muchas especies han desarrollado resistencia a los plaguicidas. Las toxinas de bacterias tales como las de  Bacillus thuringiensis que atacan el intestino de Lepidoptera se usan por medio de fumigación de esporas, extractos de la toxina y también injertando genes a plantas vulnerables para que produzcan las toxinas. Todos estos tratamientos eventualmente fracasan porque los insectos continúan evolucionando y terminan por desarrollar resistencia.
Las plantas desarrollan mecanismos de resistencia en contra de las orugas que las atacan, incluyendo la evolución de toxinas químicas y barreras físicas tales como vellosidad. Otro método de control de plagas consiste en identificar esos genes y luego transmitirlos a las variedades de cultivo por medio de selección genética.

## Las orugas como parte de la red trófica

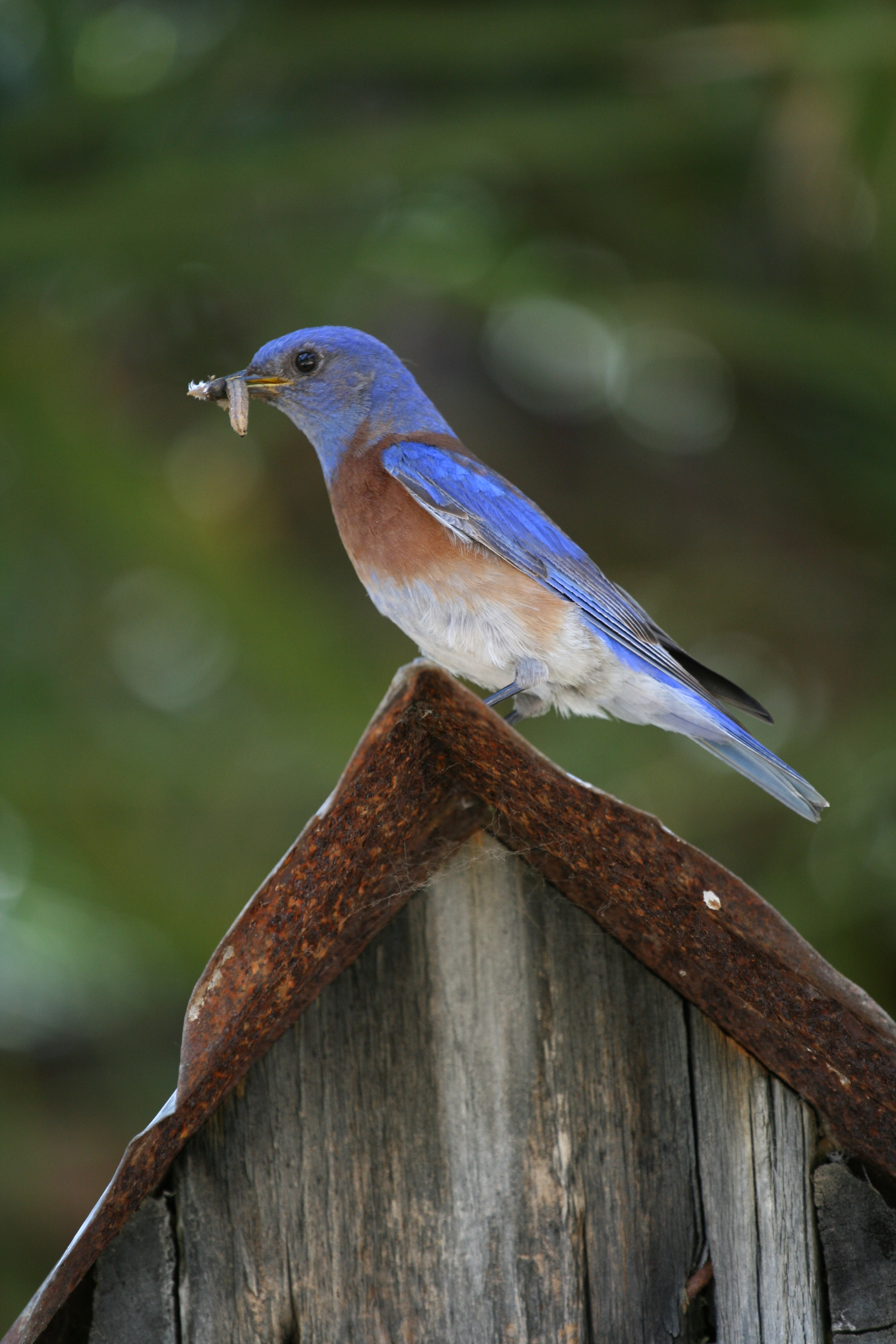
Sialia mexicana con orugas para los pichones

Las orugas son una parte fundamental de redes tróficas o cadenas alimentarias. Son consumidores primarios y sirven de alimento a numerosas especies de invertebrados y vertebrados. Muchas especies de avispas, por ejemplo las del género Polistes alimentan a sus crías con orugas. La mayoría de las aves paseriformes (pájaros, pájaros cantores o aves cantoras) alimentan a sus pichones con insectos, especialmente con orugas. Las especies migratorias sincronizan su llegada a los lugares de anidación con el ciclo de los lepidópteros para tener abundancia de orugas con que alimentar a sus crías. Otros vertebrados también dependen de orugas para su alimentación.

### Las orugas como alimento humano
Los seres humanos consumen orugas en muchas partes del mundo, no solo como alimento de emergencia sino como parte habitual de la dieta. Algunos ejemplos son el gusanos de maguey (Aegiale hesperiaris) en México, el gusano del bambú (Omphisa fuscidentalis) en Tailandia, Laos y regiones vecinas de China y la oruga de la mariposa nocturna emperador u oruga mopani, (Gonimbrasia belina) que se alimenta del árbol Colophospermum mopane.